# 戈登維爾 (密蘇里州)
戈登維爾（英語：Gordonville）是位於美國密蘇里州開普吉拉多縣的村。

## 人口
根據2020年美國人口普查的數據，戈登維爾的面積為2.02平方千米，皆為陸地。當地共有人口625人，而人口密度為每平方千米309人。